# Тарасівка (селище)
Тарасівка —  селище в Україні, у Тальнівській міській громаді Звенигородського району Черкаської області. У селі мешкає 15 людей.

## Історія
- Село постраждало внаслідок геноциду українського народу, проведеного окупаційним урядом СССР 1923-1933 та 1946-1947 роках.